# Burgruine Saalegg
Die Burgruine Saalegg, bisweilen auch als Saaleck bezeichnet und im Volksmund Heiden- oder Lambrechtsschloss genannt, ist die Ruine einer Felsenburg in der Gemeinde St. Martin bei Lofer im Bezirk Zell am See des Pinzgaus von Salzburg.
Die Ruine liegt in der Nähe zum Lamprechtsofenloch; sie ist auf einem Fußpfad durch den sogenannten Schlösslwald erreichbar. Vom Parkplatz des Lamprechtsofenerlochs muss man circa 250 Meter in Richtung St. Martin auf dem Fußweg parallel zur Bundesstraße bis zur Einmündung in die neue Bundesstraße gehen. Von dort nimmt man den Forstweg bis zur ersten scharfen Rechtskurve. Hier zweigt ein kleiner Pfad links ab, der den Bach nach links kreuzt, nach etwa 10 Minuten und etwa 50 Höhenmetern zweigt der Pfad in einer scharfen Rechtskurve links ab. Von dort geht man direkt auf den Burgfelsen zu (nur für Geübte zu empfehlen).

## Geschichte
Die erste urkundliche Erwähnung stammt aus der Zeit um 1147–1167, damals bezeugt ein Engilpreth de Sale eine Seelgerätstiftung für einen Hochstiftministerialen in Niedernsill. Ein Dietricus de Salek war gegen Ende des 12. Jahrhunderts Zeuge bei der Übergabe einer Frau (einer Magd) an das Stift Berchtesgaden. Schließlich scheint ein Perhtold de Salecke 1197 in einer Zeugenliste nach dem Urbarprobst von  Plain. Perhtold de Salecke und sein Sohn Pilgrim von Waidring bezeugen um 1215, dass ihr Herr, der Graf Konrad von Plain, keine Rechte gegenüber dem Stift Berchtesgaden geltend machen konnte. Die Herren von Saalegg waren demnach Gefolgsmannen der Plainer Grafen. In der zweiten Hälfte des 13. Jahrhunderts übergibt Pilgrim von Waidring einen Hof an das Stift Berchtesgaden.
Mitte des 13. Jahrhunderts kauften Albero und Otto von Walchen Saalegg von den Erben des Pilgrim. Danach brach ein Streit zwischen den beiden Brüdern aus, bei dem Albero 1280 seinen älteren Bruder verklagte, dass dieser ihm Purch datz Salekk weggenommen habe, obwohl diese von beiden gekauft wurde. Schließlich musste Albero auf Saalegg und Waidring verzichten. Ottos Tochter Elspet heiratete 1297 Ulrich von Frentsberg. Sie verzichtete auf ihr väterliches Erbe und übergab dieses an das Hochstift Salzburg. Dieses belehnte daraufhin Konrad von Ramseiden mit Saalegg. Dieser ist 1326 und 1330 hier als Burggraf bestätigt. Der nächste Kastellan ist ein Nycolaus auf Saalegg, der für ein Haus und das Burglehen Abgaben an das Hochstift zu leisten hatte. Um 1400 ist ein Martin Gruttner Besitzer; sein Gut Grundt und die Burg Saalegg werden von da an in den Urbaren gemeinsam angeführt. Eine Nachricht aus dem Jahr 1606 über die Burg Saalegg kann man in dem Stockurbar von Lofer finden, denn da muss der Besitzer des Bauerngutes Grundt (heute Heitzmann) einen bestimmten Betrag von wegen des abkhommen Schloessels Sallegg, so daselbs gestanndten bezahlen, da der Bauer eine Peunten unnter dem Purgckstall Saalegg besaß.

## Burgruine Saalegg heute
Von Saalegg sind nur noch eine Turmmauer, eine Wasserrinne sowie weitere kleine Mauerreste erhalten. Die Burg steht auf einem steilen Felsenriff und ist nur mit Kletterkünsten zu erreichen. Aber mit Hilfe von an Wurzeln und Bäumen angebrachten Kletterseilen gelangt man zur Ruine. Man erreicht zuerst ein Plateau von 4 × 3 Metern an der Nordost-Ecke des Burgfelsens, von dort kommt man über eine Leiter in die eigentliche Burg. Diese besitzt einen dreieckigen Grundriss von 20 Metern Länge und einer Basislänge von 10 Metern an der Ostseite. Das Hauptgebäude der Burg war ein rechteckiger Turm mit den Ausmaßen von etwa 7,5 × 9,5 Metern. Ein Mauerstück (lagenhaft verlegtes Bruchsteinmauerwerk) von etwa 7 Metern ist erhalten sowie ein weiterer 8 Meter hoher Teil seiner Ostseite. In der Mitte der Mauer hat sich ein einfacher und etwa 40 cm hoher Lichtschlitz erhalten. Die Mauer ist 80 cm stark. Die Ecken sind aus behauenen Kalksteinquadern geformt; jede Lage des Mauerwerks entspricht in ihrer Höhe dem Eckquader. Ein Plan der Burg ist vorhanden.

## Die Sage vom Lamprechtsofenloch
Um die Burg bzw. das Lamprechtsofenloch, rankt sich eine Sage, nach der die Tochter eines Ritters Lambrecht den hinterlassenen Schatz ihres Vaters nicht den vorgesehenen milden Stiftungen übergeben, sondern in eben dieser Lamprechtsofenhöhle vergraben habe. Zur Strafe muss sie nun als weiße Jungfrau mit ihrem schwarzen Höhlenhund hier warten. Sie winkt jedem Wanderer zu und versucht ihn zu locken, um mit ihr den großen Höhlenschatz der Ritterburg zu schauen, den sie – in Ewigkeit verbannt – bewachen muss.
Diese Sage soll immer wieder Schatzgräber angelockt haben, die zum Teil in der Höhle auch umkamen. Um 1700 wurde eine Bergloch-Visitation wegen Gelds Herausbringung von den fremden Leuthen angeordnet. Doch die Kommission kam am 17. April 1701 nicht sehr weit, außer einigen Augensteinen konnte sie nichts vorweisen. Deshalb kam sie zu dem Schluss, „dass eine Junkhfrau mit einem Schaz darinnen verborgen sein solle, ein lähres Spargament (= Unsinn) seye“. im 18. Jahrhundert wurden in der Höhle immerhin 14 Skelette gefunden, die Stellen wurden durch schwarze Kreuze gekennzeichnet. Erst mit dem Höhlenforscher Anton von Posselt-Czorich (1854–1911) begann 1878 die systematische Erforschung des Lamprechtsofenloches.